# کورتزولا
کورتزولا (به ایتالیایی: Correzzola) یک کومونه در ایتالیا است که در استان پادووا واقع شده‌است.

## خصوصیات
کورتزولا ۴۲٫۵ کیلومترمربع مساحت و ۵٬۵۰۶ نفر جمعیت دارد.